# Hawthorne : Infirmière en chef
Pour les articles homonymes, voir Hawthorne.
Hawthorne : Infirmière en chef (Hawthorne) est une série télévisée américaine en trente épisodes de 42 minutes, créée par John Masius et diffusée entre le 16 juin 2009 et le 16 août 2011 sur la chaîne TNT.
En France, la série est diffusée depuis le 9 novembre 2010 sur Série Club et depuis le 12 novembre 2012 sur M6 ; au Québec, depuis le 6 janvier 2011 à Séries+ et en Côte d'Ivoire depuis le 18 février 2020 sur NCI. Elle reste inédite dans les autres pays pays francophones.

## Synopsis
Christina Hawthorne est une infirmière en chef qui dirige un groupe d'infirmières au Richmond Trinity Hospital à Richmond, en Virginie. Elle est veuve et mère d'une adolescente. Celle-ci fait passer ses patients d'abord au grand dam de sa famille. Elle est très passionnée par son travail et fait toujours passer en premier ses patients et son personnel, même quand il menace son emploi. Richmond Trinity Hospital ferme plus tard et le personnel est déplacé au James River Hospital. En plus de l'acclimatation à la nouvelle ambiance de travail, elle doit aussi faire face à une nouvelle relation qu'elle a formé avec le Dr Tom Wakefield, le chef de la chirurgie.

## Distribution

### Acteurs principaux
- Jada Pinkett Smith (VF : Annie Milon) : Christina Hawthorne
- Michael Vartan (VF : Éric Legrand) : Dr Thomas « Tom » Wakefield
- Suleka Mathew (VF : Juliette Degenne) : Bobbie Jackson
- Hannah Hodson (VF : Adeline Chetail) : Camille Hawthorne
- David Julian Hirsh (VF : Guillaume Lebon) : Ray Stein (saisons 1 et 2 - invité saison 3)
- Christina Moore (VF : Ariane Deviègue) : Candy Sullivan (saisons 1 et 2 - invitée saison 3)
- Vanessa Lengies (VF : Caroline Victoria) : Kelly Epson (saisons 2 et 3 - récurrente saison 1)
- Marc Anthony (VF : Thierry Wermuth) : le lieutenant Nick Renata (saison 3 - récurrent saison 2)

### Acteurs secondaires
Saison 1
- Anne Ramsay (VF : Martine Irzenski) : Dr Brenda Marshall (19 épisodes)
- James Morrison (VF : Hervé Jolly) : John Morrissey (18 épisodes)
- Aisha Hinds (VF : Laura Zichy) : Isabel Walsh (saisons 1 et 2, 8 épisodes)
- Jillian Armenante (VF : Ivana Coppola) : Cheryl Brooks (épisodes 1, 2 et 5)
- Adam Garcia (VF : Anatole de Bodinat) : Nick Mancini (épisodes 1, 2, 6 et 8)
- Eli Goodman (en) (VF : Constantin Pappas) : Dr Alan Spitzer (épisodes 1, 2 et 6)
- Joanna Cassidy (VF : Pauline Larrieu) : Amanda Hawthorne (épisodes 1, 4, 5 et 10)
- D. B. Woodside (VF : Serge Faliu) : David Gendler (épisodes 1, 4 et 10)
- Richard Marcus (VF : Jacques Feyel) : Mr Fleming (épisodes 1, 4 et 10)
- Rebecca Field (VF : Véronique Desmadryl) : Susan Winters (épisodes 1, 6 et 8 + saison 3 épisode 2)
- Matt Malloy (VF : Patrice Dozier) : Larry (épisodes 2, 5 et 9)
- Judith Scott (VF : Laurence Dourlens) : Karen Schilling (épisode 6)
- Judy Reyes (VF : Julie Turin) : Vita Gonzalez (épisode 8)

Saison 2
- Adam Rayner (VF : Cédric Dumond) : Dr Steve Shaw (saisons 2 et 3)
- Vanessa Bell Calloway (VF : Françoise Vallon) : Gail Strummer (saisons 2 et 3, 12 épisodes)
- Collins Pennie (VF : Antoine Schoumsky) : Marcus Leeds (9 épisodes)
- Abigail Spencer (VF : Julie Dumas) : Dr Erin Jameson (8 épisodes)
- Sara Gilbert (VF : Christine Bellier) : Malia Price (5 épisodes)
- Kenneth Choi (VF : Marc Perez) : Dr Paul Hyun (épisodes 1 à 3)
- Noureen DeWulf (VF : Angèle Humeau) : Judy Pasram (épisodes 1, 8 à 10 + saison 3 épisode 2)
- Robin Weigert (VF : Josiane Pinson) : Sara Adams (épisodes 3, 7, 8 et 10)

Saison 3
- Derek Luke (VF : Franck Soumah) : Dr Miles Bourdet (8 épisodes)
- Caleeb Pinkett : Détective Antoine Ajayi (5 épisodes)
- Bill Engvall (en) (VF : Michel Papineschi) : Détective James « Jimmy » Dupree (épisodes 3 à 5)
- Vincent Laresca (VF : Bruno Choël) : Carlos Renata (épisodes 3, 6 et 9)
- Chi McBride (VF : Saïd Amadis) : Garland Bryce (épisodes 7 à 10)

 Source et légende : version française (VF) sur RS Doublage

## Production
Fin juillet 2008, TNT commande un pilote du projet de John Masius sous le titre Time Heals.
Le casting principal débute en septembre, avec Jada Pinkett Smith dans le rôle principal, suivis de Christina Moore et David Julian Hirsh, ainsi que Jeffrey Nordling dans le rôle de Tom Wakefield.
Le 8 janvier 2009, TNT commande la série avec dix épisodes, révélant que Laura Kenley (Camille) et Suleka Mathew ont fait partie du pilote. Le mois suivant, Michael Vartan remplace Nordling. En mars, la série adopte son titre actuel. Entretemps, Hannah Hodson remplace Kenley dans le pilote.
Le 10 août 2009, la série est renouvelée pour une deuxième saison de dix épisodes.
Le 15 septembre 2010, la série a été renouvelée pour une troisième saison de dix épisodes. Marc Anthony est promu à la distribution principale.
Le 2 septembre 2011, la chaîne américaine TNT a confirmé l'annulation de la série après la diffusion de la 3e saison.

## Épisodes

### Première saison (2009)
1. Cœur et Âmes (Pilot)
2. Mariés d'un jour (Healing Time)
3. Bras de fer (All the Wrong Places)
4. Un souffle de vie (Yielding)
5. Opération VIP (The Sense of Belonging)
6. Abus de confiance (Trust Me)
7. Miss Cha Cha Cha (Night Moves)
8. La Vie en suspens (No Guts, No Glory)
9. L’Épée de Damoclès (Mother's Day)
10. Le Temps des adieux (Hello and Goodbye)

### Deuxième saison (2010)
Elle a été diffusée à partir du 22 juin 2010.
1. Les Neuf Cercles de l'enfer (No Excuses)
2. Un secret bien gardé (The Starting Line)
3. Le Grand Saut (Road Narrows)
4. Aime ton prochain (Afterglow)
5. Les Bons Samaritains (The Match)
6. Une si belle mort (Final Curtain)
7. Les Aveux (Hidden Truths)
8. L'Instinct maternel (A Mother Knows)
9. La Trilogie du bonheur (Picture Perfect)
10. Le Passage de Vénus (No Exit)

### Troisième saison (2011)
Elle a été diffusée depuis le 14 juin 2011.
1. Pour le meilleur ou pour le pire (For Better or Worse)
2. Thérapie de choc (Fight or Flight)
3. Une seconde mère (Parental Guidance Required)
4. De la poudre aux yeux (A Fair to Remember)
5. Un chant de la liberté (Let Freedom Sing)
6. Les lois de l'attraction (Just Between Friends)
7. La vérité est amère (To Tell the Truth)
8. La Dictature du silence  (Price of Admission)
9. Les Mots pour le dire (Signed, Sealed, Delivered)
10. La Fin d'une histoire (Shot in the Dark)